# Амбиполярная диффузия
Амбиполя́рная диффу́зия — процесс совместной диффузии электронов и ионов в слабоионизированной плазме, при котором потоки электронов и ионов либо совпадают по величине, либо отличаются на некую постоянную величину.
В наиболее простом случае амбиполярная диффузия была впервые рассмотрена в 1924 году немецким физиком В. Шоттки.

## Физический смысл
При наличии неоднородного распределения плотности заряженных частиц слабоионизированной плазмы в пространстве наблюдается самопроизвольное направленное движение этих частиц, приводящее к выравниванию их концентрации во всём занимаемом объёме. Этот процесс носит название диффузии плазмы. Так же, как и для нейтрального газа, диффузия плазмы в отсутствие внешнего магнитного поля определяется скоростью теплового движения частиц и частотой их столкновений между собой и с нейтральными атомами. В силу того, что масса электронов значительно ниже, чем у ионов, скорость их теплового движения выше. Следовательно, электроны обладают более высокой подвижностью и диффундируют быстрее. Однако электростатическое поле, возникающее при разделении электронов и ионов, тормозит движение электронов и одновременно ускоряет движение ионов. Таким образом, скорости диффузии электронов и ионов сравниваются, что обеспечивает выполнение для плазмы условия квазинейтральности.

## Диффузия в изотропной плазме
Скорость диффузии математически определяется величиной так называемого коэффициента диффузии. Как показывают расчёты, коэффициент амбиполярной диффузии в отсутствие внешнего магнитного поля и вдоль его силовых линий при его наличии имеет вид:
{\displaystyle D_{A}=\left(1+{\frac {T_{e}}{T_{i}}}\right)D_{i}}
где {\displaystyle T_{e}}, {\displaystyle T_{i}} — температуры электронов и ионов соответственно, {\displaystyle D_{i}} — коэффициент диффузии ионов, определяемый следующим выражением:
{\displaystyle D_{i}={\frac {1}{3}}{\frac {v_{Ti}^{2}}{\nu _{ia}}}}
где {\displaystyle v_{Ti}} — тепловая скорость ионов, {\displaystyle \nu _{ia}} — частота столкновений ионов с нейтральными атомами. Таким образом, в случае равных температур электронов и ионов коэффициент амбиполярной диффузии в два раза выше, чем коэффициент ионной диффузии. В часто же встречающемся случае неравновесной плазмы, в которой {\displaystyle T_{e}\gg T_{i}} коэффициент амбиполярной диффузии определяется температурой электронов и частотой столкновений ионов с атомами:
{\displaystyle D_{A}={\frac {1}{3}}{\frac {v_{Te}^{2}}{\nu _{im}}}}
где {\displaystyle v_{Te}} — тепловая скорость электронов.

## Диффузия поперёк магнитного поля
При наличии внешнего магнитного поля возможна амбиполярная диффузия поперёк силовых линий поля. Коэффициент этой диффузии определяется поперечной диффузией электронов:
{\displaystyle D_{A\perp }=\left(1+{\frac {T_{i}}{T_{e}}}\right)D_{e\perp }}
где введён коэффициент поперечной электронной диффузии:
{\displaystyle D_{e\perp }={\frac {\mu _{ea}}{m_{e}}}{\frac {\nu _{ea}T_{e}}{\omega _{ce}}}}
где {\displaystyle \mu _{ea}=m_{e}m_{a}/(m_{e}+m_{a})} — приведённая масса электрона и нейтрального атома, {\displaystyle m_{e}}, {\displaystyle m_{a}} — массы электрона и атома соответственно, {\displaystyle \nu _{ea}} — частота столкновений электронов с нейтральными атомами, {\displaystyle \omega _{ce}=eB/m_{e}c} — циклотронная частота электронов (B — магнитная индукция внешнего поля).